# Korsikansk siska
Korsikansk siska (Carduelis corsicana) är en tätting inom familjen finkar som enbart förekommer på öarna Korsika och Sardinien i Medelhavet.

## Utseende och läte
Korsikansk siska är en liten fink, endast 11,5-12,5 centimeter lång. Den är mycket lik citronsiskan med sin spetsiga näbb och gulgröna vingband. Till skillnad från denna har dock korsikansk siska brun och streckad rygg, gult på undersidan och i ansiktet istället för gulgrönt samt gråa övre stjärttäckare, ej olivgröna.

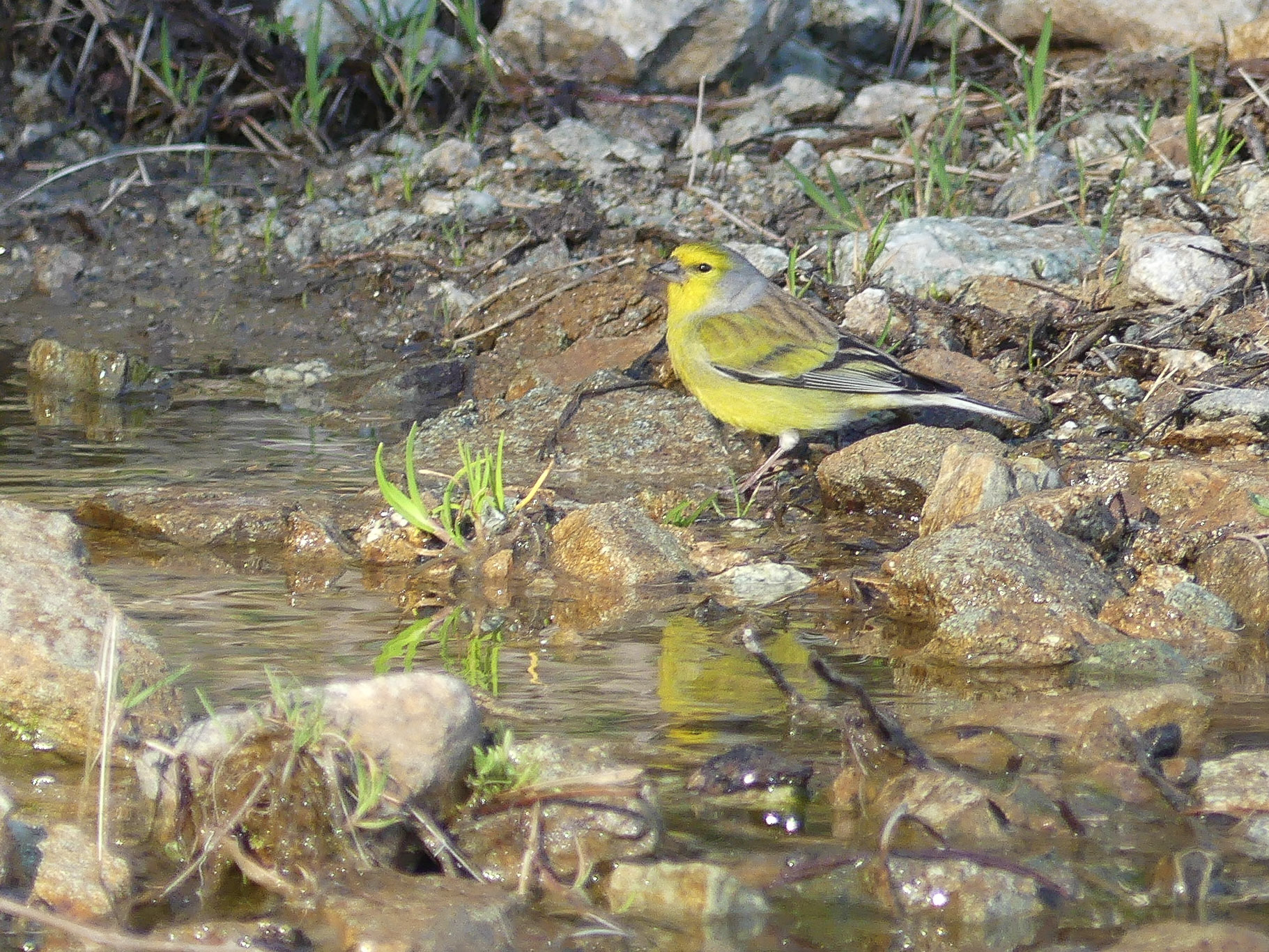

Sång och läten är mycket lika citronsiskan: ett kort teh som lockläte och steglitsliknande sång med inslag av surrande drillar á la gråsiska. Korsikansk siska sjunger dock något längre och mer strukturerat, påminnande om gärdsmyg.

## Utbredning och systematik
Arten förekommer på Korsika och Sardinien i Medelhavet. Tidigare behandlades den som underart till citronsiska (Serinus citrinella) och vissa gör det fortfarande.

### Släktestillhörighet
Tidigare fördes citronsiskan och korsikansk siska till släktet Serinus men DNA-studier visar att citronsiska (och därmed med största sannolikhet även korsikansk siska) står nära steglitsen (C. carduelis) och bör därför placeras i släktet Carduelis.

## Ekologi
Till skillnad från den bergslevande citronsiskan förekommer korsikansk siska ända ned till havsnivån. Den trivs i allt från låglänt macchia till bergsbelägna buskmarker och öppna barrskogar huvudsakligen med svarttall (Pinus nigra) och terpentintall (Pinus pinaster). Fågeln återfinns också i hedartade miljöer med trädljung, björnbär och ginst.
Korsikansk siska häckar från slutet av mars till åtminstone juni. Den lägger två till fem ägg i ett löst byggt och grunt bo placerat tre meter upp. Den livnär sig av frön från svarttall, gräs och örter, på Sardinien även larver och puppor från spinnmalar.

## Status och hot
Arten har en begränsad utbredning och beståndsutvecklingen är okänd, men den tros inte vara hotad. Utifrån dessa kriterier kategoriserar IUCN arten som livskraftig (LC). Populationen uppskattas till mellan 26 000 och 51 000 adulta individer.